# کیارا برانکاتی
کیارا برانکاتی (ایتالیایی: Chiara Brancati؛ زادهٔ ۲۰ ژوئیهٔ ۱۹۸۱) بازیکن زن واترپلو اهل ایتالیا بود. وی در بازی‌های المپیک تابستانی ۲۰۰۸ شرکت کرده‌است.